# 点字楽譜
点字楽譜（てんじがくふ）は、視覚障害者のために点字で記述された楽譜のこと。
点字楽譜という点字の利用法は、ルイ・ブライユによるブライユ点字の発明初期からあった。もともと教会でパイプオルガンの演奏をしていたブライユは、ブライユ点字を1825年（何をもって発明とするかによって、発明年は多少異なる）に発明した後、「文字としての点字」よりも先（1834年）に点字楽譜の表記体系を完成させている。ブライユがアルファベットなど文字としての点字表記法を完成・発表したのはその3年後の1837年のことである。
日本においては、1893年（明治26年）12月18日に佐藤国蔵が点訳した『国民唱歌集』（小山作之助編纂）が、国内初の点字楽譜とされている。

## 記譜法の基本
点字楽譜の記譜法の基本は、楽譜（五線譜）上の音符や各種記号の全てを曲の進行に沿って一列に並べ、点字に訳したものと考えればよい。音符の上下や横に置かれる、音符以外の記号は、その種類によって以下のように音符の前に置くか、後に置くかが決まっている。
音符の前におく記号
- 反復記号の始め
- ペダル記号
- フレーズスラー（後述）の始め
- 速度記号、発想記号
- 強弱記号、強弱変化記号の始め、アクセント
- 連符記号
- 装飾記号
- 音符分割記号
- スタッカート、テヌート
- 臨時記号
- 音列記号（後述）

音符の後におく記号
- 反復記号の終わり
- ペダル離記号
- フレーズスラー（後述）の終わり
- 付点
- 和音記号
- 指記号
- スラー、タイ
- 同音反復
- トレモロ
- フェルマータ
- ブレス
- 終止線

## 音符と休符
音符および休符は、上の4つの点（1、2、4、5の点）で音の高さと休符であることを、下の2つの点（3、6の点）で音の長さを表す。全音符と16分音符など、同じ点字を用いるものもあるが、曲中で極端に長い音符と短い音符が隣接することは少なく、曲調や小節の長さなどから容易に推測される場合が多いために実際にはあまり問題になることは少ない。
|                   | ド | レ | ミ | ファ | ソ | ラ | シ | 休符 |
| ----------------- | -- | -- | -- | ---- | -- | -- | -- | ---- |
| 全音符 16分音符   |    |    |    |      |    |    |    |      |
| 2分音符 32分音符  |    |    |    |      |    |    |    |      |
| 4分音符 64分音符  |    |    |    |      |    |    |    |      |
| 8分音符 128分音符 |    |    |    |      |    |    |    |      |

### 音列記号
上記の方法では1オクターブしか表現できないため、以下の音列記号を前置することで、異なるオクターブの音を表現する。この記号によって音の高さは決定するため、点字楽譜において通常はト音記号などの音部記号は用いられない（必須ではない）。また、曲の流れが明らかに上や下のオクターブへ変化する流れの場合には省略される。
| C2-H2 | C1-H1 （第1音列） | C-H （第2音列） | c-h （第3音列） | c1-h1 （第4音列） | c2-h2 （第5音列） | c3-h3 （第6音列） | c4-h4 （第7音列） | c5-h5 |
| ----- | ----------------- | --------------- | --------------- | ----------------- | ----------------- | ----------------- | ----------------- | ----- |
|       |                   |                 |                 |                   |                   |                   |                   |       |

### 付点
付点は以下を音符の後におく。
| 付点 | 二重付点 |
| ---- | -------- |
|      |          |

### 臨時記号
臨時記号は以下を音符の前におく。
| フラット | シャープ | ナチュラル |
| -------- | -------- | ---------- |
|          |          |            |

## スラー・タイ
スラーを表す記号は主なものが3つあり、長さなどによって使い分ける。始まりは音符の前、終わりは音符の後におく。
| 5個未満の音符を 一つずつ繋ぐスラー                   |   |
| 5個以上の音符を 囲むスラー                           | - |
| フレーズスラー （内部に別のスラーを 含む場合に使用） | - |
| タイ                                                 |   |

## 強弱記号・発想記号
文字で表現される強弱記号・発想記号は、以下の符号を前置した後に、アルファベットを示す点字で記述する。

## 音部記号
音部記号は、点字楽譜では音列記号があるため必ずしも必要ではないが、楽譜の理解や、あるいはピアノ演奏における右手用楽譜・左手用楽譜の表現のためなどに用いられる。
| ト音記号                  |
| ト音記号 （左手パート用） |
| ヘ音記号                  |
| ヘ音記号 （右手パート用） |
| ハ音記号 （アルト記号）   |
| ハ音記号 （テナー記号）   |

## 計算機による処理
既存の五線譜（点字楽譜に対して墨字楽譜と呼ぶ）を自動点訳する処理や、逆に視覚障害者が点字楽譜によって記譜した楽譜を五線譜（MusicXML）に変換する処理が計算機により実現されている。現在、日本では横浜国立大学のプロジェクトチームが日本点字図書館、点字楽譜利用連絡会、点訳ボランティア団体の協力を得て開発した楽譜自動点訳システム (BrailleMUSE) が公開されている。
2次元的な図形情報である墨字楽譜と、1次元的な文字列表記である点字楽譜との相互変換は多義性の解消など課題も多く、自然言語処理などを応用してシステムを構築している。
なお、著作権法37条により、著作物の点訳は著作権者の許諾なしに誰もが自由に行える。日本音楽著作権協会によれば、これは楽譜に関しても同様に適用されるとのことである。また、公衆送信（送信可能化を含む）も認められており、点字楽譜のデータベース化は著作権者の許諾なしに構築し、また公開することができる。